# كوريبيب

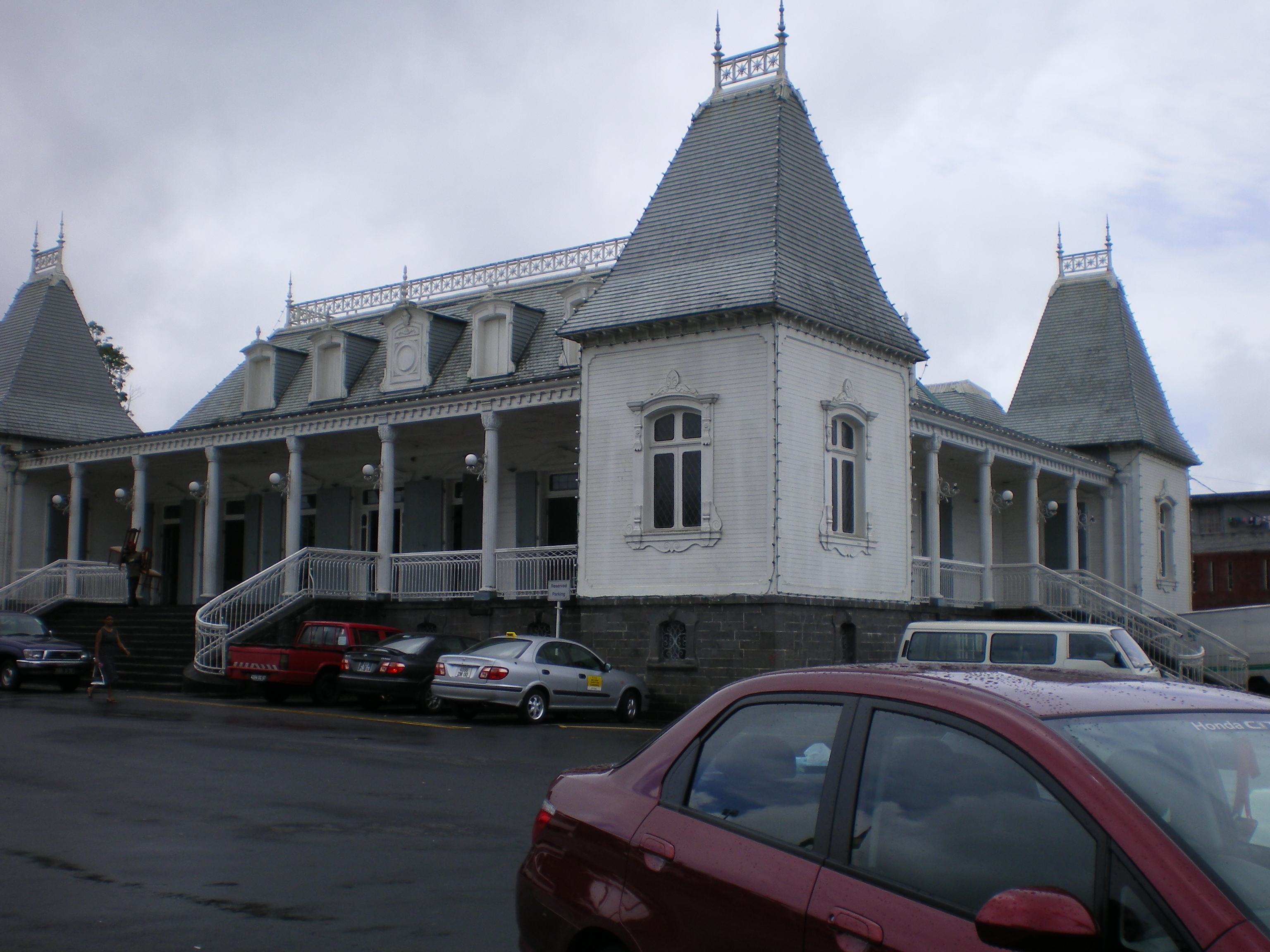
مقر البلدية

كوريبيب مدينة عدد سكانها 81،600 نسمة في 2003 تقع في جزيرة موريشيوس جنوب غرب المحيط الهندي. تعتبر كوريبيبي ثاني أكبر المدن من حيث عدد سكان بعد العاصمة بور لويس. اشتق اسم المدينة من البحارة الذين يأتون إلى المدينة من أجل تعديل الغليون.

## توأمة
لكوريبيب اتفاقيات توأمة مع:
- كاستل غاندلفو

## أعلام
- جورج باول
- أوريلي هالبفاكس
- دينيس كونستانتين
- مارين جيرو
- كليفورد لينكولن